# Високе (Корюківський район)
Висо́ке —  село в Україні, у Корюківській міській громаді Корюківського району Чернігівської області. Населення становить 26 осіб. До 2016 орган місцевого самоврядування — Наумівська сільська рада.

## Географія
Село розташоване за 10 км від районного центру і залізничної станції Корюківка  Висота над рівнем моря — 140 м.

## Топоніміка
З розповідей старожилів, село дістало назву від високого місця, на якому оселилися перші мешканці.

## Історія
Засноване у 1904 році, хоча старожили називають іншу дату — 1893 рік.
12 червня 2020 року, відповідно до розпорядження Кабінету Міністрів України № 730-р «Про визначення адміністративних центрів та затвердження територій територіальних громад Чернігівської області», увійшло до складу Корюківської міської громади.
19 липня 2020 року, в результаті адміністративно-територіальної реформи та ліквідації колишнього Корюківського району, село увійшло до складу новоутвореного Корюківського району.